# Aschermittwoch
Aschermittwoch er en tysk stumfilm fra 1925 instrueret af Wolfgang Neff.

## Medvirkende
- Bernd Aldor som Dumont
- Sybill Morel som Agathe
- Karl Beckersachs
- Claire Rommer som Jutta
- Eduard von Winterstein
- Ernst Rückert
- Adele Sandrock
- Wilhelm Diegelmann